# 7ª Divisione d'assalto aereo da montagna delle guardie
La 7ª Divisione d'assalto aereo da montagna delle guardie (in russo 7-я гвардейская десантно-штурмовая дивизия (горная)?, 7-ja gvardejskaja desantno-šturmovaja divizija (gornaja), unità militare 61756) è un'unità di fanteria aviotrasportata del VDV con base a Novorossijsk.

## Storia

### Unione Sovietica
Sono esistite due diverse formazioni della 7ª Divisione d'assalto aereo all'interno dell'Armata Rossa o della successiva Armata Sovietica. La prima formazione è stata costituita nel dicembre 1942, ha combattuto nella grande guerra patriottica ed è stata riorganizzata come divisione di fanteria nel giugno 1945. La seconda formazione, da cui discende quella attuale, è stata invece creata nel settembre 1948 sulla base di un reggimento aviotrasportato coinvolto nei combattinenti presso il lago Balaton nella primavera del 1945.

#### Prima formazione
La divisione è stata costituita per la prima volta nel dicembre 1942 presso Ramenskoje. Ha combattuto a Demjansk, Voronež, nelle battaglie di Korsun', di Târgu Frumos e di Budapest. È stata insignita del titolo onorifico di "Čerkasy". L'8 maggio 1945, con la resa della Germania nazista, il comandante della divisione, maggior generale Dmitrij Dryčkin, ha stabilito il proprio quartier generale nel villaggio di Erlauf. Ansioso di collaborare con gli Alleati, a mezzanotte ha incontrato il generale Stanley Eric Reinhart, comandante della 65th Infantry Division, con cui ha cooperato "in maniera insolitamente efficace" per tutta la durata dell'occupazione.
Come parte della riorganizzazione delle forze armate sovietiche, nel giugno 1945 la divisione è stata riorganizzata come 115ª Divisione fucilieri delle guardie. A partire da questa è stata attivata il 4 giugno 1957 a Novomoskovs'k la 22ª Divisione corazzata delle guardie, che sarebbe stata sciolta nel 1990.

#### Seconda formazione
La divisione è stata formata per la seconda volta il 15 ottobre 1948 presso Polack, sulla base del 322º Reggimento paracadutisti della 103ª Divisione aviotrasportata delle guardie, unità che nel 1945 aveva ricevuto il battesimo del fuoco presso il lago Balaton alle dipendenze del 3º Fronte ucraino. Il 26 aprile 1945 il reggimento è stato insignito dell'Ordine di Kutuzov di II Classe per i meriti dimostrati in combattimento. Ha terminato la guerra il 12 maggio presso Třeboň. Nel corso del conflitto ha ricevuto 6 encomi dal comandante in capo supremo, Iosif Stalin.
La neonata divisione è stata immediatamente trasferita a Kaunas e Marijampolė, dove ha preso parte alle operazioni contro i partigiani lituani noti come Fratelli della foresta. Nel 1956 l'unità è stata coinvolta nella repressione della rivoluzione ungherese. Il 3 novembre il 108º Reggimento è sbarcato alla base aerea di Tököl, occupandola e catturando sei batterie contraeree. Il giorno successivo i militari, raggiunti dal 119º Reggimento, sono entrati a Budapest dove hanno preso parte ai combattimenti urbani fino alla messa in sicurezza della città il 7 novembre. Nel 1968 la divisione ha partecipato all'invasione della Cecoslovacchia in seguito alla Primavera di Praga.
Nel corso della guerra fredda la divisione ha partecipato a numerose e importanti esercitazioni, come Shield-76, Neman, Zapad-81 e Dozor-86. Il 4 maggio 1985, in occasione del quarantesimo anniversario della vittoria della seconda guerra mondiale, è stata insignita dell'Ordine della Bandiera rossa. Nel 1990 ha preso parte alla repressione dell'opposizione politica nella RSS Azera durante il cosiddetto Gennaio nero a Baku.

### Federazione Russa
Ereditata dalla Russia dopo lo scioglimento dell'Unione Sovietica, nei primi anni 90 alla divisione è stata data la qualifica di unità da montagna. Fra il 1993 e il 1996 il personale del 108º Reggimento è stato impiegato per missioni di peacekeeping in Abcasia in seguito alla guerra georgiano-abcasa. La divisione ha preso parte alla prima guerra cecena, combattendo a Groznyj a partire da gennaio 1995 e in seguito nelle regioni montuose della Cecenia, dove è rimasta impiegata fino al 2004, venendo quindi coinvolta anche nella seconda guerra cecena. Nel 2008 il 108º Reggimento ha partecipato alla guerra russo-georgiana.
Fra febbraio e marzo 2014 elementi del 108º Reggimento sono stati impiegati durante l'annessione della Crimea alla Russia. Nell'agosto 2014 il 247º Reggimento ha partecipato alla battaglia di Ilovajs'k durante la guerra del Donbass. Per le sue operazioni in Ucraina la divisione è stata insignita dell'Ordine di Suvorov il 14 maggio 2015. Nel novembre 2021 la 56ª Brigata d'assalto aereo delle guardie è stata trasferita da Kamyšin a Feodosia, dove è stata riorganizzata come reggimento e inclusa nella 7ª Divisione.

#### Guerra russo-ucraina
A partire dal 2022 la divisione ha preso parte all'invasione russa dell'Ucraina, entrando nel paese dalla Crimea dove era stata schierata nel corso del 2021. Il 26 febbraio il capo di stato maggiore del 247º Reggimento, maggiore Vadim Smirnov, è morto nei pressi di Hostomel' quando l'elicottero che lo trasportava è stato colpito dalla contraerea ucraina durante un tentato aviosbarco russo. Nello stesso giorno sono morti anche il comandante e il vice capo di stato maggiore del 247º, colonnello Konstantin Zizevskij e maggiore Aleksej Dineka. Il 28 febbraio a Mariupol' è stato ucciso da un cecchino ucraino l'ex comandante della divisione, e vice comandante della 41ª Armata combinata, maggior generale Andrej Suchoveckij. La divisione è stata impiegata principalmente nella regione di Cherson, conquistandone il capoluogo e l'aeroporto di Čornobaïvka e avanzando in direzione di Mykolaïv e Nova Odesa nelle prime settimane di guerra, dopo aver oltrepassato il Dnepr insieme alla 20ª Divisione fucilieri motorizzata. Durante questi combattimenti è stato ucciso in azione il comandante del 171º Battaglione, tenente colonnello Aleksej Šaršavov. Il generale Arkadij Marzoev, comandante delle truppe russe nel settore, ha mandato all'assalto il 247º Reggimento verso Mykolaïv in modo sconsiderato, provocando numerose vittime e facendone circondare alcuni reparti. Il comandante del 2º Battaglione d'assalto areo, tenente colonnello Dmitrij Lisickij, dopo esser stato ferito gravemente durante la fuga dall'accerchiamento, si è tolto la vita in ospedale il 26 marzo 2023 alla notizia della promozione di Marzoev.
Fallito il tentativo di prendere Mykolaïv, i reparti della divisione hanno affrontato i successivi contrattacchi ucraini, arretrando verso Cherson e subendo gravi perdite, in particolare nei ranghi del 56º Reggimento. Durante l'estate del 2022 la divisione si è scontrata con la 28ª Brigata meccanizzata presso la testa di ponte creata da quest'ultima oltre il fiume Inhulec' nel corso delle fasi preliminari della controffensiva nell'Ucraina meridionale. Con l'intensificarsi dei combattimenti, a partire da settembre i reparti della divisione hanno ceduto terreno alla 35ª e alla 36ª Brigata fanteria di marina, avanzanti oltre l'Inhulec'. Il 28 settembre è stato ucciso in combattimento il comandante del 108º Reggimento, colonnello Vitalij Sukuev, mentre guidava le sue truppe in un assalto verso il villaggio di Blahodatne. Tre giorni dopo è deceduto anche il comandante del 2º Battaglione del reggimento, tenente colonnello Aleksandr Lopin. In seguito al crollo del settore nord del fronte in ottobre la divisione ha combattuto nei pressi di Davydiv Brid e dell'aeroporto di Cherson fino ai primi giorni di novembre; tuttavia poco dopo il generale Sergej Surovikin, a causa della situazione logistica insostenibile, ha preso la decisione di abbandonare la sponda settentrionale del Dnepr e tutte le unità russe sono state ritirate a sud del fiume, abbandonando Cherson l'11 novembre 2022.
All'inizio del 2023 la divisione è stata trasferita nell'oblast' di Donec'k, dove ha preso parte alla battaglia di Bachmut. In particolare nei primi giorni di febbraio è stata immessa in combattimento nell'area di Soledar insieme alla 20ª Divisione fucilieri motorizzata dopo la conquista della cittadina da parte del Gruppo Wagner. Nelle settimane successive è avanzata verso sudovest, arrivando a minacciare l'importante strada di collegamento fra Bachmut e Časiv Jar. In seguito al fallimento del tentativo di circondare la città e al conseguente inizio della battaglia urbana la divisione è tornata nell'oblast' di Cherson, dove fra marzo e giugno si è limitata a scambi di artiglieria con le unità ucraine sulla sponda opposta del Dnepr.
Con l'inizio della controffensiva estiva ucraina la divisione è stata schierata nel settore di Tokmak, inizialmente come riserva strategica alle spalle della linea del fronte insieme alla 76ª Divisione d'assalto aereo. A partire da agosto, in seguito alla caduta di Robotyne, il 56º e il 108º Reggimento sono stati impiegati in prima linea a difesa del villaggio di Novoprokopivka. Il 4 agosto è stato ucciso in questo settore il capo di stato maggiore di un battaglione del 56º Reggimento, maggiore Dmitrij Degtjarev. Il 247º Reggimento è stato invece dispiegato lungo l'altra direttrice d'avanzata ucraina, a sud di Velyka Novosilka, dove fra luglio e agosto ha subito gravi perdite ad opera delle brigate di fanteria di marina ucraina fra Staromajors'ke e Urožajne. A settembre il reggimento è stato trasferito a difesa di Verbove insieme al resto della divisione, che si è scontrata in particolare con l'82ª Brigata d'assalto aereo ucraina. Qui il 10 settembre è rimasto ucciso il comandante del 247º Reggimento, colonnello Vasilij Popov. L'afflusso di due divisioni del VDV intorno al saliente di Robotyne è comunque riuscito, nonostante le perdite, a fermare la penetrazione ucraina a ridosso della seconda linea fortificata, e i combattimenti hanno rallentato di intensità nel corso dell'autunno. La divisione ha integrato nel proprio organico il 387º Reggimento fucilieri motorizzato (unità militare 11180), unità costituita alla fine del 2022 con personale mobilitato nell'oblast' di Tula che sarebbe dovuta andare a costituire la 44ª Divisione d'assalto aereo, rimasta però soltanto sulla carta. Nella prima parte del 2023 il reggimento è rimasto schierato nella regione di Cherson, dove il 25 giugno è stato ucciso il capo di stato maggiore, maggiore Denis Žarkov. A settembre l'unità è stata trasferita nel saliente di Robotyne insieme al resto della divisione. Il 19 settembre un attacco HIMARS ha ucciso numerosi alti ufficiali della divisione responsabili della difesa aerea e delle comunicazioni, tra cui i colonnelli Igor Ševčenko, Oleg Osičkin e Valerij Petraš e il tenente colonnello Dmitrij Kalačev.
A marzo 2024 il 247º Reggimento è riuscito a respingere la Brigata presidenziale ucraina a nord di Verbove, subendo diverse perdite nel corso dei combattimenti. Il 56º e il 108º Reggimento hanno invece continuato ad operare nelle vicinanze di Robotyne. All'inizio di maggio reparti della 7ª e della 76ª Divisione sono stati schierati nell'Ucraina orientale per sostenere gli sforzi offensivi russi. Ad agosto elementi del 56º e del 108º Reggimento sono stati trasferiti nell'oblast' di Kursk per contrastare l'offensiva ucraina in territorio russo. Il 56º Reggimento è stato schierato nell'area di Korenevo, dove alla fine di settembre è stato impiegato in contrattacchi locali insieme al 51º Reggimento della 106ª Divisione aviotrasportata e un battaglione della 200ª Brigata fucilieri motorizzata senza ottenere ulteriori successi. Il 22 settembre è stato ucciso in combattimento un comandante di battaglione del 108º Reggimento, colonnello Viktor Efimov.

## Struttura
- Comando di divisione[60]
- 56º Reggimento d'assalto aereo delle guardie "Cosacchi del Don"
  - 1º Battaglione paracadutisti
  - 2º Battaglione d'assalto aereo
  - 3º Battaglione d'assalto aereo
  - Battaglione artiglieria (2S9 Nona-S)
  - Unità di supporto
- 108º Reggimento d'assalto aereo delle guardie "Cosacchi del Kuban" (unità militare 42091)
  - 1º Battaglione paracadutisti
  - 2º Battaglione d'assalto aereo
  - 3º Battaglione d'assalto aereo
  - Battaglione artiglieria (2S9 Nona-S)
  - Unità di supporto
- 247º Reggimento d'assalto aereo delle guardie "Cosacchi del Caucaso" (unità militare 54801)
  - 1º Battaglione paracadutisti
  - 2º Battaglione d'assalto aereo
  - 3º Battaglione d'assalto aereo
  - Battaglione artiglieria (2S9 Nona-S)
  - Unità di supporto
- 171º Battaglione d'assalto aereo
- 104º Battaglione corazzato
- 1141º Reggimento artiglieria delle guardie (unità militare 40515)
  - 1º Battaglione artiglieria semovente (2S9 Nona-S)
  - 2º Battaglione artiglieria semovente (2S9 Nona-S)
  - Unità di supporto
- 3º Reggimento missilistico contraereo delle guardie (unità militare 94021)
- 162º Battaglione ricognizione (unità militare 54377)
- 629º Battaglione genio (unità militare 96404)
- 743º Battaglione comunicazioni delle guardie (unità militare 96527)
- 6º Battaglione manutenzione
- 1681º Battaglione logistico (unità militare 75302)
- 32º Battaglione medico (unità militare 96502)
- Compagnia supporto aereo (unità militare 96536)
- Compagnia guerra elettronica
- Compagnia comando
- Compagnia UAV

## Comandanti

### Unione Sovietica
- Maggior generale Grigorij Poliščuk (ottobre 1948 - gennaio 1952)
- Colonnello Georgij Golofast (gennaio 1952 - novembre 1955)
- Maggior generale Aleksej Rudakov (novembre 1955 - ottobre 1956)
- Colonnello Pëtr Antipov (ottobre 1956 - settembre 1958)
- Maggior generale Ivan Dudura (settembre 1958 - agosto 1961)
- Maggior generale Pëtr Čaplygin (agosto 1961 - settembre 1963)
- Maggior generale Dmitrij Škrudiev (settembre 1963 - gennaio 1966)
- Maggior generale Lev Gorelov (gennaio 1966 - giugno 1970)
- Maggior generale Oleg Kulešov (giugno 1970 - gennaio 1973)
- Maggior generale Nikolaj Kalinin (gennaio 1973 - 1975)
- Maggior generale Vladimir Kraev (1975 - 1978)
- Maggior generale Vladislav Ačalov (1978 - 1982)
- Colonnello Jurantin Jarygin (1982 - 1984)
- Maggior generale Vladimir Toporov (1984 - 1987)
- Maggior generale Aleksej Sigutkin (1987 - 1990)

### Federazione Russa
- Maggior generale Valerij Chackevič (1990 - 1992)
- Maggior generale Grigorij Kalabuchov (1992 - 1994)
- Maggior generale Igor' Solonin (1994 - 1997)
- Maggior generale Jurij Krivošeev (1997 - 2002)
- Maggior generale Nikolaj Ignatov (2002 - 2005)
- Maggior generale Viktor Astapov (2005 - 2007)
- Maggior generale Vladimir Kočetkov (2008 - 2010)
- Maggior generale Aleksandr Vjazinkov (2010 - 2012)
- Maggior generale Valerij Solodčuk (2012 - 2014)
- Maggior generale Roman Breus (2014 - 2019)
- Maggior generale Andrej Suchoveckij (2019 - 2021)
- Maggior generale Aleksandr Kornev (2021 - luglio 2023)[61]